# Агапантус
Агапа́нтус (лат. Agapánthus) — род многолетних трав семейства Агапантовые. Название происходит от греч. αγαπη — «любовь» и ανθος — «цветок».
Виды рода происходят с юга Африки от Капской области до Лимпопо.

## Биологическое описание
Агапантусы — многолетние травянистые растения с мясистыми корневищами.
Листья плотные, ремневидной формы, образуют прикорневую розетку.
Во время цветения агапантус выпускает длинный цветонос, который может достигать в высоту 1 м. Цветки этого растения собраны в крупные зонтиковидные соцветия, окрашенные в белый, голубой или сине-лиловый цвет.
В комнатной среде лучше всего себя чувствует агапантус африканский. Его листья нередко достигают в длину 35 см, а диаметр соцветия — 20 см.

## Уход в комнатной культуре
- Температура:
  - умеренная, зимой содержат при температуре в пределах 6—15 °C
- Освещение:
  - агапантус следует размещать в южной экспозиции, спрятав от полуденных солнечных лучей
- Полив:
  - летом должен быть обильным и частым
  - зимой — редким
- Влажность воздуха:
  - нормально переносит сухой воздух
  - в опрыскивании не нуждается
- Пересадка:
  - производится только во время деления куста
  - наилучшее время для пересадки — весна
- Размножение:
  - деление куста 1 раз в 4—5 лет

## Виды
По информации базы данных The Plant List (2013), род включает 9 видов:
- Agapanthus africanus (L.) Hoffmanns. — Агапантус африканский [syn.  Agapanthus umbellatus L'Hér.]
- Agapanthus campanulatus F.M.Leight. — Агапантус колокольчатый
- Agapanthus caulescens Spreng.
- Agapanthus coddii F.M.Leight.
- Agapanthus dyeri Leight.
- Agapanthus inapertus Beauverd
- Agapanthus nutans Leight.
- Agapanthus praecox Willd.
- Agapanthus walshii L.Bolus — Агапантус Уолша